# Distretto di Varna
Il distretto di Varna (in bulgaro Област Варна?) è uno dei 28 distretti della Bulgaria.

## Comuni
Il distretto è diviso in 12 comuni:
| Comune       | Bulgaro      | Pop.    | Sede comunale | Pop. |
| ------------ | ------------ | ------- | ------------- | ---- |
| Aksakovo     | Аксаково     | 18 868  |               |      |
| Avren        | Аврен        | 7 836   |               |      |
| Beloslav     | Белослав     | 11 573  |               |      |
| Bjala        | Бяла         | 3 261   |               |      |
| Dălgopol     | Дългопол     | 16 705  |               |      |
| Devnja       | Девня        | 9 729   |               |      |
| Dolni Čiflik | Долни Чифлик | 20 592  |               |      |
| Provadija    | Провадия     | 26 275  |               |      |
| Suvorovo     | Суворово     | 7 408   |               |      |
| Vălči dol    | Вълчидол     | 11 440  |               |      |
| Varna        | Варна        | 362 994 |               |      |
| Vetrino      | Ветрино      | 6 237   |               |      |

## Popolazione
La seguente tabella rappresenta la variazione della popolazione della provincia dopo la seconda guerra mondiale:

### Gruppi etnici
| Gruppi etnici        | Gruppi etnici        |  | Percentage | Percentage |
| -------------------- | -------------------- |  | ---------- | ---------- |
| bulgari              | bulgari              |  | 87,3%      | 87,3%      |
| turchi               | turchi               |  | 7,2%       | 7,2%       |
| Rom                  | Rom                  |  | 3,2%       | 3,2%       |
| Altri e indefinibili | Altri e indefinibili |  | 2,3%       | 2,3%       |

Popolazione totale (censimento 2011): 475.074

### Religione
Adesione religiosa in provincia secondo il censimento 2001:

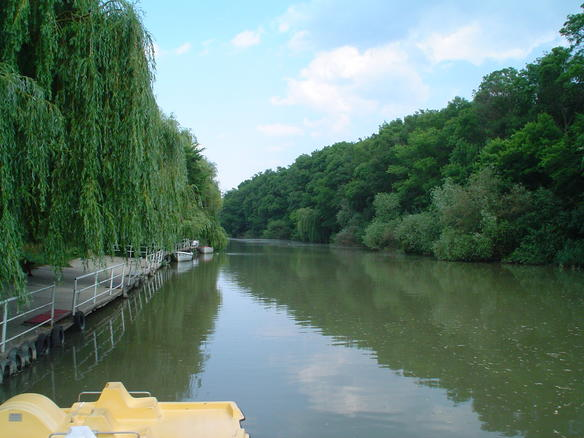
River Kamchiya

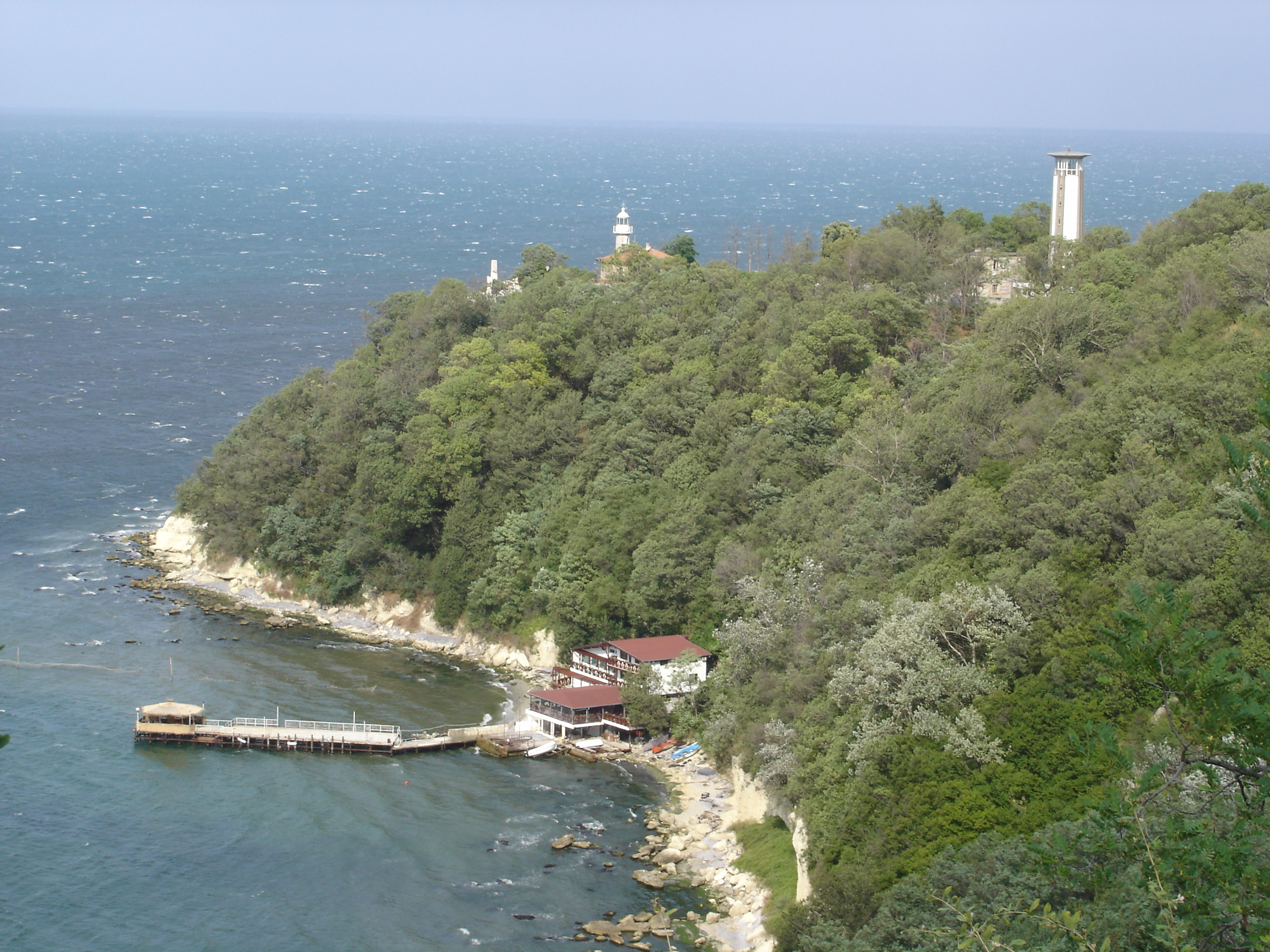
Cape Galata

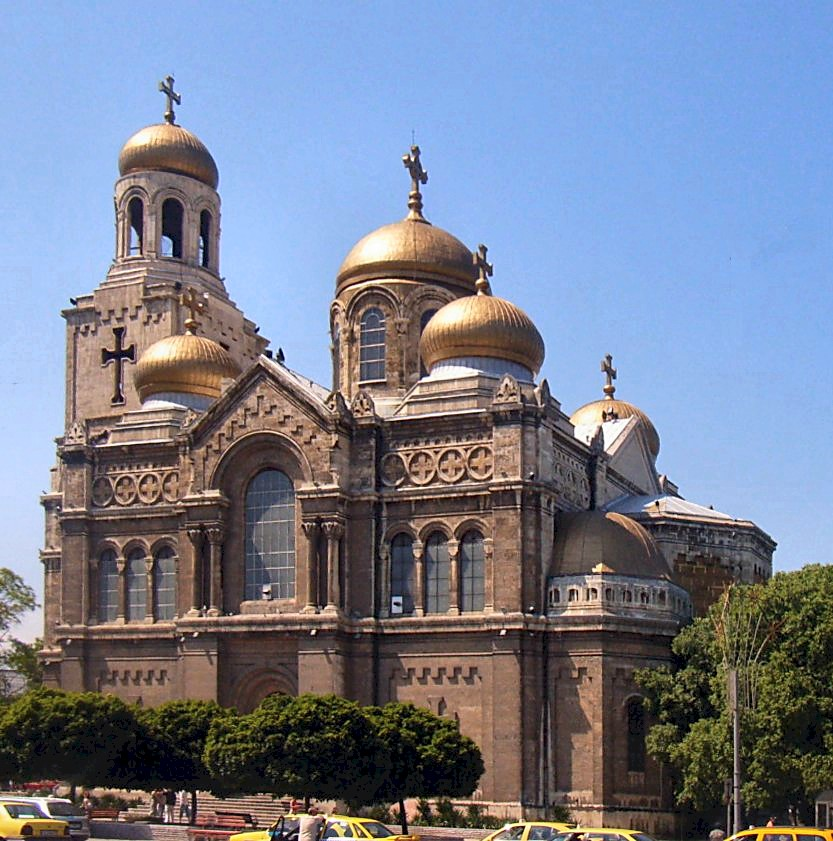
Varna

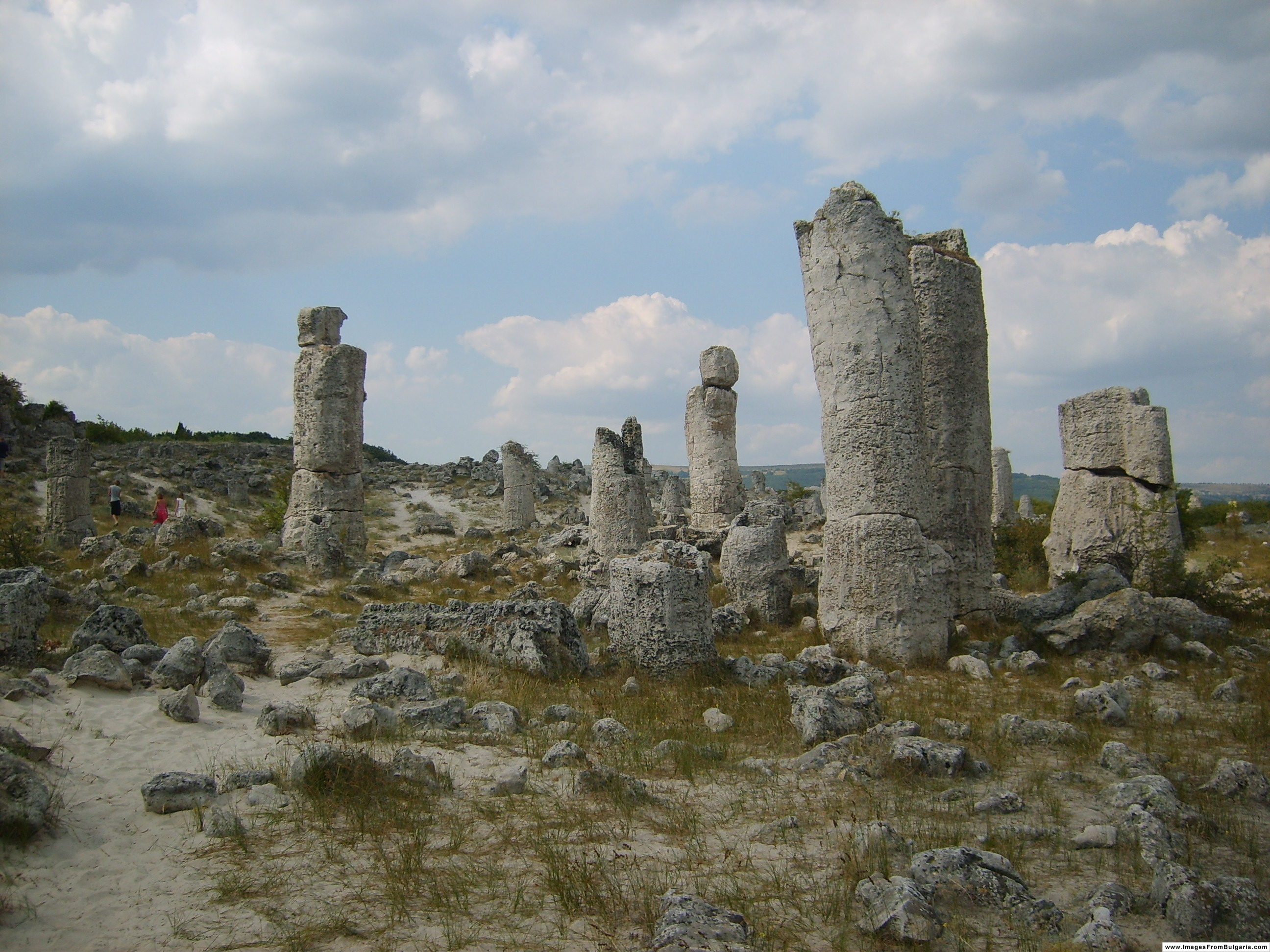
Pobiti kamăni

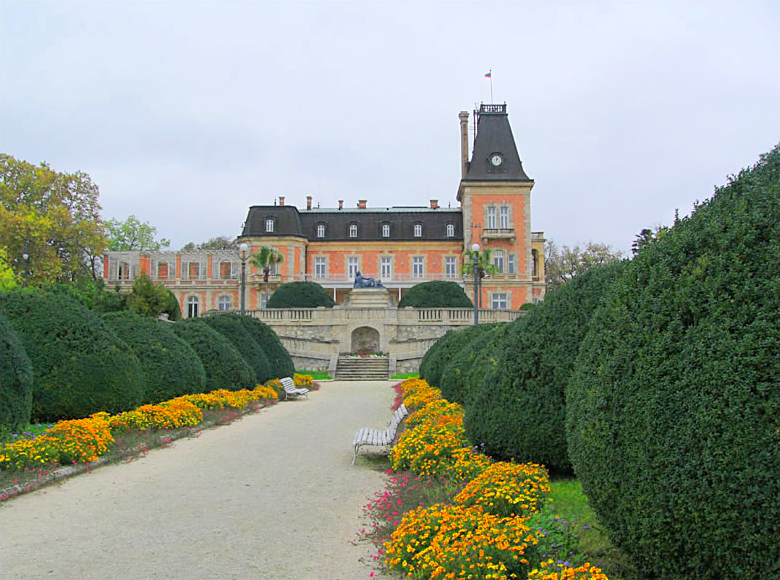
Euxinograd

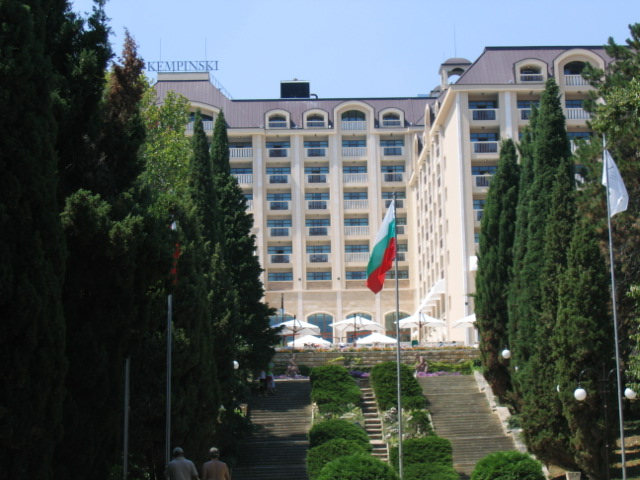
Sabbie d'oro

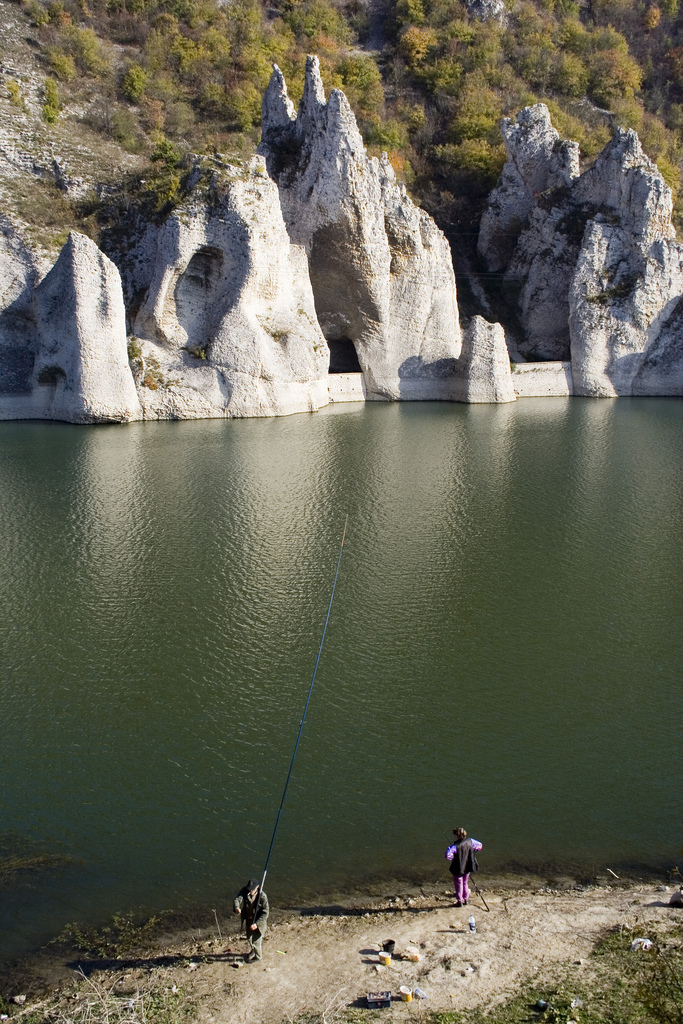
Chudnite skali on Lake Tsonevo

| Gruppo religioso           | Gruppo religioso           |  | Percentage | Percentage |
| -------------------------- | -------------------------- |  | ---------- | ---------- |
| Cristiano ortodosso        | Cristiano ortodosso        |  | 85,4%      | 85,4%      |
| musulmano                  | musulmano                  |  | 9,9%       | 9,9%       |
| Protestantesimo            | Protestantesimo            |  | 0,3%       | 0,3%       |
| Cristiano Cattolico Romano | Cristiano Cattolico Romano |  | 0,2%       | 0,2%       |
| Altri e indefinibili       | Altri e indefinibili       |  | 4,3%       | 4,3%       |

| Censimento 2001          | Censimento 2001 | Censimento 2001 |
| Adesione religiosa       | popolazione     | %               |
| ------------------------ | --------------- | --------------- |
| Orthodox Christians      | 394,357         | 85,36%          |
| Muslims                  | 45,672          | 9,89%           |
| Protestants              | 1,395           | 0,30%           |
| Roman Catholics          | 749             | 0,16%           |
| Altro                    | 3,296           | 0,71%           |
| Religione non menzionata | 16,544          | 3,58%           |
| totale                   | 462,013         | 100%            |